# Blastothrix brittanica
Blastothrix brittanica är en stekelart som beskrevs av Girault 1917. Blastothrix brittanica ingår i släktet Blastothrix och familjen sköldlussteklar. Inga underarter finns listade.